# Park Narodowy Acadia

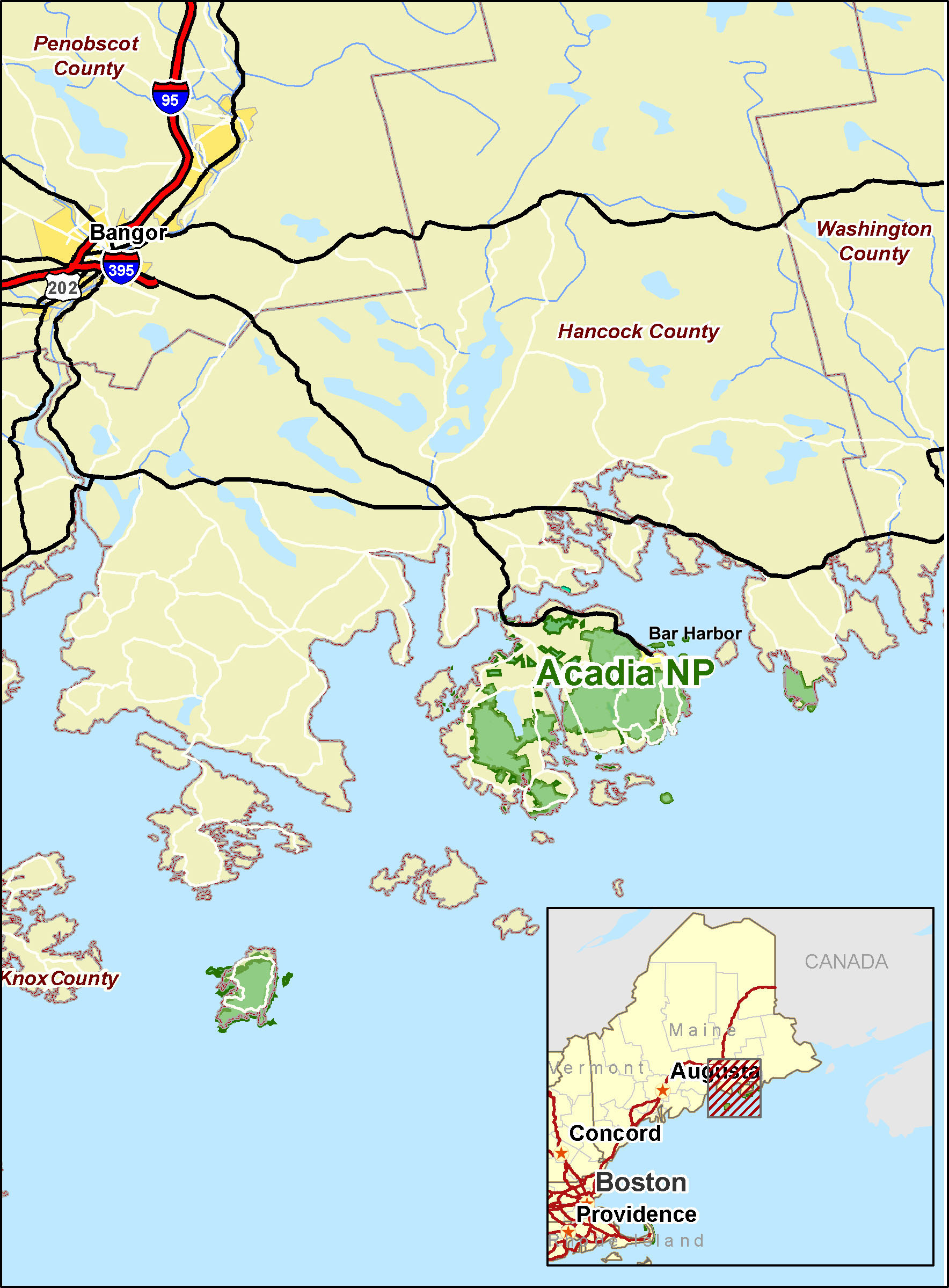
Mapa parku

Park Narodowy Acadia (ang. Acadia National Park) – park narodowy położony w USA na wybrzeżu stanu Maine. Jest on jedynym parkiem narodowym w tym stanie Maine i znajduje się głównie na wyspie Mount Desert. Park zajmuje obszar 192 km² i słynie z dzikiej przyrody i latarni morskich, bez których żegluga wśród skalistych wysepek byłaby wręcz niemożliwa. W parku znajduje się pięć latarni morskich, które zostały wybudowane w XIX wieku.

## Historia

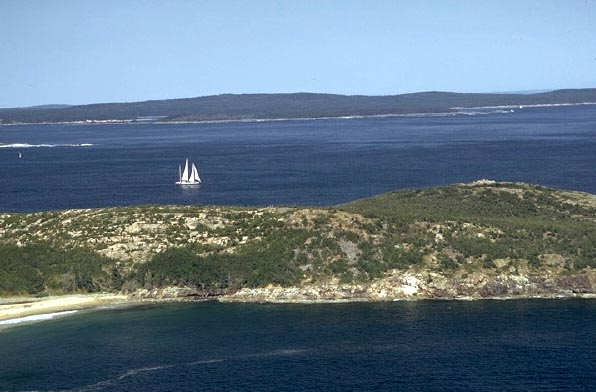
Park Narodowy Acadia

Nazwa parku przypisywana jest włoskiemu odkrywcy, Giovanniemu Verrazzano, który nadał tę nazwę w 1524 roku. Linia brzegowa wyspy Mount Desert przywoływała mu na myśl wybrzeże Grecji - stąd też grecka nazwa Acadia.
Park powstał dzięki staraniom George'a B. Dorra, który poświęcił kilkadziesiąt lat swojego życia oraz znaczną część swojego majątku w celu ochrony przyrody. W obliczu rosnącego uprzemysłowienia okolic obecnego parku, w 1901 roku Dorr ustanowił Hancock County Trustees of Public Reservations, organizację mającą na celu zachowanie ziemi dla użytku publicznego. Do 1913 roku organizacja nabyła ponad 24 km² okolicznej ziemi. Dorr zaoferował tę ziemię rządowi federalnemu i w 1916 roku prezydent Woodrow Wilson ustanowił na niej pomnik narodowy pod nazwą Sieur de Monts National Monument. Dorr kontynuował działania w celu zwiększenia powierzchni terenów objętych ochroną oraz podniesienia rangi obszaru do parku narodowego. Jego starania zostały uwieńczone sukcesem, gdy w 1919 roku prezydent Wilson podpisał akt prawny ustanawiający Park Narodowy Lafayette, pierwszy park narodowy w Stanach Zjednoczonych na wschód od rzeki Missisipi. Dorr został pierwszym dyrektorem parku. W 1929 roku jego nazwę zmieniono na Park Narodowy Acadia, którą nosi obecnie.

## Warunki klimatyczne
Park Acadia jest pod wpływem klimatu morskiego, wobec czego występują obfite opady, a temperatury panujące na obszarze parku są średnie. Temperatura wód wynosi ok. 15 °C

## Fauna
Na terenie Parku Narodowego Acadia występuje wiele dzikich gatunków zwierząt, wśród których można wymienić: orła, fokę, morsa, wieloryba, niedźwiedzia.

## Turystyka
- Łączna długość pieszych szlaków turystycznych: 225 km,
- Możliwość uprawiania sportu (wspinaczka, pływanie),
- Dwa pola kempingowe usytuowane na terenie parku.